# De ongelooflijke Thomas
De ongelooflijke Thomas is een stripverhaal uit de reeks van Suske en Wiske. Het is geschreven door Marc Verhaegen en gepubliceerd in De Standaard en Het Nieuwsblad van 12 september 2000 tot en met 2 januari 2001. De eerste albumuitgave was op 8 augustus 2001.

## Locaties

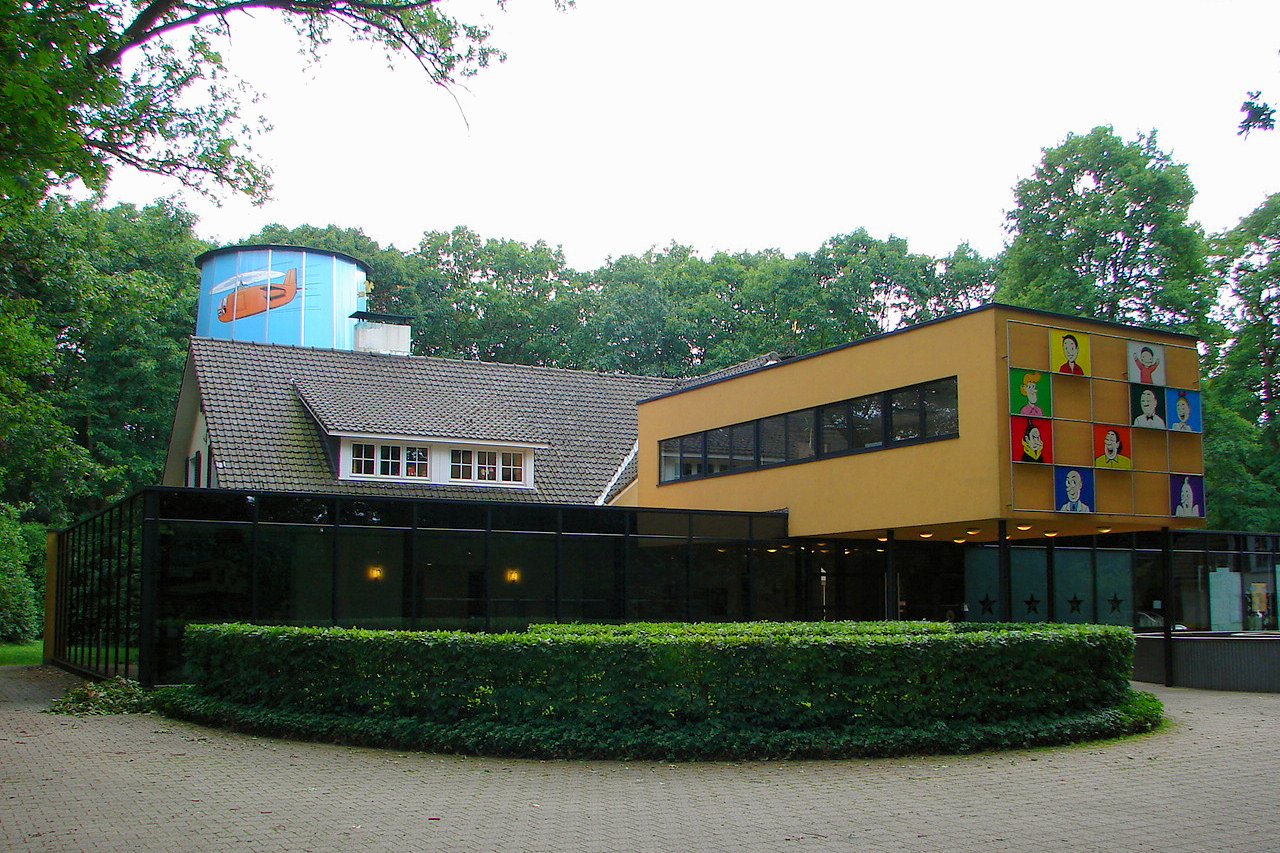
Het Suske en Wiske-museum in Kalmthout

- België, Provinciaal Suske en Wiske-Kindermuseum, werk en verzorgingshuis "de Krasse Knook", Child Hocus Pocus, Krimsopital (verjongingskliniek), Kalmthoutse heide.

## Personages
- Suske, Wiske met Schanulleke, tante Sidonia, Lambik, Jerom, professor Barabas, Thomas, Fons, Rik en andere agenten, Octopus (speurhond), Remifa, Van Zwollem en zijn dochter Annemarie, Pol Ampers, de Snor, Rigo, Theofiel Boemerang, Krimson, medisch rampenteam, Lukske en ander kind van Suske en Wiske (in virtuele wereld).

## Het verhaal
De vrienden bezoeken het Suske en Wiske-museum in Kalmthout en krijgen kritische vragen van de aanwezige kinderen, Lambik wil een demonstratie geven met de nep-miniteletijdmachine en veroorzaakt kortsluiting. Als Suske en Wiske een computerspelletje spelen verschijnt een bericht van ene Thomas, ze moeten om middernacht in de toren van Barabas komen. De kinderen gaan ’s nachts terug naar het museum en zien hoe een bolbliksem inslaat waardoor het alarm afgaat. Suske en Wiske ontmoeten Thomas en vluchten voor de politie, Thomas laat zijn scannap zien waarmee hij elke sleutel kan maken. De jongen vertelt dat hij uit 2020 komt en hij neemt de kinderen via een digitale telefooncel mee naar de toekomst waar kernenergie niet meer wordt gebruikt en vervangen is door zonnepanelen en windmolens. De natuur is verwoest door milieuvervuiling en de bomen en planten zijn nep en worden bijvoorbeeld gebruikt als drankautomaat. Water is zeldzaam geworden en er wordt veel geld gevraagd voor drank, landbouw wordt bedreven op landbouwplateaus op enorme torens. Groenten en fruit zijn luxeartikelen en vlees wordt niet meer gegeten, dieren worden gebruikt voor zuivelproductie. De olievoorraden zijn op en er zijn nu nieuwe vervoermiddelen op windenergie. Het woord asielzoeker is vervangen door cultuurverspreider en agenten zijn vervangen door vliegende robotjes die elk misdrijf registreren. Thomas brengt de kinderen naar het Werk- en Verzorgingstehuis, want mensen worden gemiddeld negentig jaar en moeten tot hun zeventigste werken.  Suske en Wiske zien in het verzorgingstehuis "de Krasse Knook" oude bekenden, Remifa en Anne-Marie van Zwollem zijn samen ondanks hun leeftijdsverschil. Ook Pol Ampers is in het tehuis en hij vertelt Suske en Wiske dat Thomas het kind is van twee bekende stripfiguren. Dan zien Suske en Wiske de Snor en ze zijn blij hun grootvader weer te zien. Dan brengt Thomas Suske en Wiske naar de gerimpelde tante Sidonia en vertelt dat zij zijn moeder is. Tante Sidonia vertelt dat Suske en Wiske twintig jaar geleden plotseling verdwenen en een jaar later is Thomas geboren. Omdat tante Sidonia Suske en Wiske niet kon vergeten heeft Thomas de kinderen opgehaald naar zijn tijd. Theofiel Boemerang is directeur van het tehuis en hij stuurt de kinderen naar kamer 14, omdat hij ook niet weet wie hun vader is. Ze ontmoeten onderweg professor Barabas, die hen vertelt dat zijn teletijdmachine is ingevorderd door de belastinginspectie na de verdwijning van Suske en Wiske. Ook Krimson is in het tehuis aanwezig en de kinderen zien dat Jerom de tuinman is.
Jerom is blij de kinderen en Schanulleke terug te zien en Thomas maakt een foto van Suske en Wiske voor Krimson. De kinderen horen dat Krimson het hoofd is van de verjongingskliniek in de stad en dan zien Suske en Wiske Lambik op een paard en Van Zwollem in zijn treintje. Jerom haalt de vechtende mannen uiteen en Lambik herkent Suske en Wiske niet. Suske en Wiske zien hoe een jongetje met opzet wordt aangereden en afgevoerd door een medisch rampenteam, het valt de kinderen op dat er geen jeugd op straat is en ze zien veel posters met oproepen voor verdwenen kinderen. Ze vinden de scannap van Thomas en zien dat hij foto’s van de verdwenen kinderen heeft gemaakt, maar er staat ook medische informatie van de personen bij vermeld. Suske en Wiske gaan naar Child Hocus Pocus en voordat ze iets kunnen zeggen horen ze dat ze waarschijnlijk vermist waren en nu geheugenverlies hebben. De kinderen huren een monowindracer en zien opnieuw hoe een kind wordt afgevoerd door het medisch rampenteam, maar het wagentje wordt gesaboteerd en de kinderen komen bij het bouwwerk van Krimson terecht. Ze zien allemaal kinderen die er versuft uitzien en zien een oude man binnenkomen die even later verjongd weer vertrekt. Krimson vertelt dat de gentherapie in 2011 ophield en vervangen werd door de ontdekking van de micro-energetica, de energie van een kinderlichaam wordt gebruikt om de lichamen van rijke ouderen weer op te laden. Krimson wist het geheugen van de kinderen en het duurt een jaar voordat ze weer hersteld zijn, alhoewel ze nooit weer zo energiek worden als voorheen.
Suske en Wiske worden gezien, maar de kinderen kunnen ontsnappen. Tante Sidonia is veel bezig met computersimulaties van Suske en Wiske, in die realiteit hebben ze kinderen gekregen en ze vertellen dat ze denken over emigratie naar Australië. Suske en Wiske vertellen Thomas wat ze hebben ontdekt en de kinderen laten zich naar het Krimsopital vervoeren, maar Krimson verdooft Suske en Wiske en Thomas probeert de andere kinderen te bevrijden uit de Krimsollector. Lambik valt als straatridder de “burcht’ van Krimson aan en overmeestert de schurk, Suske en Wiske komen weer bij en horen dat de bende van Krimson is opgerold. Dan horen Suske en Wiske dat Lambik hun vader is en ze horen dat de vrienden ontroostbaar waren na de verdwijning van Suske en Wiske. Suske en Wiske realiseren zich dat ze verdwenen zijn doordat Thomas hen naar zijn tijd heeft gehaald, en ze willen het verleden veranderen. Thomas stemt toe, alhoewel hij erg verdrietig is omdat hij niet geboren zal worden als de geschiedenis veranderd wordt. Tante Sidonia en Lambik zijn erg in de war, alleen Jerom herkent Suske en Wiske als ze afscheid komen nemen en hij geeft Schanulleke terug. Thomas brengt de kinderen met een digitale megatijdscabine terug naar de Kalmthoutse heide en ze zien hoe zijzelf naar de toekomst reizen. Ze laten zich nog verder terugflitsen tot het moment dat de tekst van Thomas op het computerbeeldscherm in het museum verscheen en ze trekken de stekkers van de computers uit de stopcontacten. Thomas vervaagt en ook Suske en Wiske verdwijnen nu de geschiedenis is veranderd. Suske en Wiske spelen thuis met hun pc en zien "de groetjes van Thomas" verschijnen op het scherm, maar het verdwijnt dan ook weer plotseling. Lambik lacht hard en zegt dat de jongen met de grote neus en kuif wel een zoon van tante Sidonia leek.

## Achtergronden bij het verhaal
- Thomas, de toekomstige zoon van Lambik en Sidonia, zou volgens een eerste synopsis Sidbik heten, maar dit idee werd verworpen omdat de pointe van het verhaal dan al te snel zou zijn vrijgegeven.
- De titel van het album bevat tegen de gewoonte in geen alliteratie, maar het is een woordspeling op de uitdrukking over een ongelovige thomas, naar een van de twaalf discipelen van Jezus. Thomas kon niet geloven dat zijn vrienden Jezus nog hadden ontmoet na de kruisiging, en zei dat hij het pas zou aannemen als hij de spijkergaten (stigmata (religie)) in de handen van Jezus met zijn eigen ogen kon zien en er zijn vinger doorheen kon steken[8].
- Suske en Wiske dragen anders dan in andere verhalen moderne kleding, Wiske draagt zelfs een naveltruitje en zwarte minirok. Deze kleding werd aan hen gegeven in het verhaal De koeiencommissie (2000), maar deze veranderingen (die Marc Verhaegen doorvoerde) werden niet positief ontvangen. In het verhaal De blote Belg (2001) krijgt Wiske haar bekende witte jurkje terug, maar nu zonder mouwen.
- Professor Barabas heeft in dit verhaal last van zijn lumbago, een aandoening die hem in andere avonturen ook weleens parten speelt.

## Ontvangst
Dit verhaal behoort tot de laagst gewaardeerde in de Suske en Wiske-reeks. Veel traditionele Suske en Wiske-fans vonden zaken als een kind voor Lambik en Sidonia totaal niet in de sfeer van de strip passen. Er werd ook op gewezen dat het verouderen van de hoofdpersonages niet strookt met een van de voorwaarden die Vandersteen voor zijn dood aan de voortzetting van de reeks had gesteld.